# Anne-Sophie Silvestre
Anne-Sophie Silvestre est romancière et médecin. Elle est née en 1960 à Paris. Auteure pour la jeunesse et les adolescents sur des thèmes historiques, mythologiques et contemporains.

## Ouvrages
- François Premier contre l'affreuse secte (Flammarion 1999)
- Marie Charivari (Milan 1999)
- Le Naufragé d'Internet (Casterman 2000)
- Calembredaine (Hurtubise-Québec 2000)
- Qu'est-ce qui passe ici si tard ? (Casterman 2001)
- Mon ami Louis (Flammarion 2002)
- Bienvenue à bord ! (Bayard 2002)
- Le mystère du Père Noël (Bayard 2002)
- Série Atalante (Flammarion) 
  - La fille de la déesse (2002)
  - La Quête de la Toison d'or (2002)
  - Le Galop des Amazones (2003)
  - Le Secret du Labyrinthe (2003)
- Ma vie de sorcière (Bayard 2003) : Prix Bonnemine d'or 2003 en France, et Prix Bonnemine d'or 2004 au Québec.
- Une princesse à Versailles (Flammarion 2003) : Prix isidor 2005.
- Ondine, fille des lacs (Flammarion 2004)
- Perle la courageuse (Bayard 2004)
- Duchesse en sabots (Flammarion 2005)
- La sentinelle de l'Empereur (Flammarion 2005)
- Enquête à Latruffe-City (Nathan 2005)
- Les Enfants du Nouveau Monde (Hachette 2005)
- Course contre le Roi-Soleil (Flammarion 2005)
- Trilogie Marie-Antoinette (Flammarion) 
  - Tome 1, Le Jardin secret d'une princesse (2006)
  - Tome 2, À la Cour de Versailles (2007)
  - Tome 3, Le Printemps du règne (2008)
- Joséphine de Lavalette (Casterman 2008) : Prix Saint-Exupéry du roman 2008.
- Cheval de Roi (Nathan 2008)
- La Fantastique équipée de Tom Morgan, Tome 1 (Eveil et Découvertes 2008)
- La Fantastique équipée de Tom Morgan, Tome 2, La Cité des Elfes (Eveil et Découvertes 2009)
- La sorcière de Venise (Eveil et Découvertes 2009)
- Série "Chevalier d'Eon, agent secret du Roi" (Flammarion) 
  - Tome 1, Le Masque (2011)
  - Tome 2, La Tsarine (2011)
  - Tome 3, La Forteresse (2012)
  - Tome 4, Le Pacte (2013)
- Les Loups du Beg, nouvelle, participation à l'anthologie Cœurs de Loups'' (Éditions du Riez 2013)
- Série Les Folles Aventures d'Eulalie de Potimaron : Prix 2013 du roman jeunesse au festival du roman historique de Bastia. Prix 2015 du roman pour la jeunesse de l’Académie des Lettres et sciences morales de Versailles et de l’Île-de-France 
  - Tome 1, À nous deux, Versailles ! (parution le 20 novembre 2010)
  - Tome 2, Le Serment (parution le 4 juin 2011)
  - Tome 3, Secrets et présages (parution le 12 mai 2012)
  - Tome 4, L'Amazone de Mademoiselle (parution le 9 février 2013)
  - Tome 5, Le Vampire de Castille (parution le 30 octobre 2013)
  - Tome 6, Te quiero España! (parution le 15 octobre 2014)
- Ma gare d'Austerlitz (Oskar éditeur 2014)
- Au galop, Petite Étoile !, nouvelle, participation à l'anthologie Mon cheval, mon espoir, éditions Rageot (2015)

## Quelques récompenses
- 2015 ; Prix du roman jeunesse au festival du roman historique de Bastia pour Les folles aventures d'Eulalie de Potimaron
- 2016 : Prix Sainte-Beuve des collégiens (ex-æquo) pour Ma gare d'Austerlitz